# Une fois encore
Une fois encore (hrvatski: Još jednom) je 10. enciklika pape Pija X. Objavljena je 6. siječnja 1907. godine. Glavna tema enciklike je o odvajanju crkve od države te osuđivanje pogoršanja položaja vjernika u Francuskoj. U ovoj se enciklici kao uz još dvije, "Vehementer nos" i "Pascendi Dominici gregis", papa suprotstavlja modernizmu, agnosticizmu i imanentizmu.

## Poveznice
- Pio X.
- Enciklike Pija X.
- Sekularizam

## Vanjske poveznice
- Tekst enciklike na engleskom